# Edge Games
Edge Games, Inc. es una desarrolladora y distribuidora de videojuegos estadounidense con sede en Pasadena, California, más conocida por las prácticas de su fundador y director ejecutivo, Tim Langdell, en la aplicación de marcas comerciales relacionadas con la palabra "edge", que las fuentes han descrito. como "litigioso". Langdell ha defendido estas prácticas, afirmando que Edge solo ha demandado a dos empresas desde finales de la década de 1980.
En 2010, Edge Games demandó a Electronic Arts por infracción de marca registrada, pero finalmente llegó a un acuerdo, con Edge renunciando a muchos de sus registros. La Oficina de Patentes y Marcas Registradas de Estados Unidos (USPTO) canceló las marcas comerciales por orden judicial en abril de 2013.

## Historia
Edge Games fue fundada en California en 1990 por Tim Langdell. En ese momento, adquirió los activos de propiedad intelectual de la antigua empresa de Langdell, Softek Software, fundada en 1980 en Londres. El catálogo de Softek incluye varios juegos, como: Fairlight, lanzado en 1985, y Garfield: Big Fat Hairy Deal, lanzado en 1987. Desde el lanzamiento de Snoopy y Peanuts en 1989, Edge Games ha lanzado nueve juegos en los últimos 25 años.

## Disputas de marcas comerciales
Edge Games ha estado involucrado en una serie de disputas sobre marcas comerciales relacionadas con la palabra "edge".

### Edge(juego de iOS)
En mayo de 2009, la desarrolladora francesa de juegos independientes Mobigame eliminó su título de iOS Edge de la App Store de Apple en los EE. UU. Y el Reino Unido debido a las amenazas de demanda de Tim Langdell. Según Mobigame, la disputa surgió mientras intentaban registrar una marca comercial para Edge en los EE. UU., Mientras que Langdell afirma que posee la marca comercial global de "Edge".
Según el diálogo por correo electrónico entre Langdell y el director de Mobigame, David Papazian, compartido con Eurogamer, Langdell entregó un ultimátum a Mobigame a cambio de una promesa de no litigar. Si cambiaban el nombre del juego, exigía el 25% de los ingresos del juego durante el tiempo que el título estuvo a la venta con el nombre "Edge", y si obtenían la licencia del nombre Edge, le daban el 10% de los ingresos del juego para siempre y lo subtitulaban "An Homage To Bobby Bearing ", con el logo de Edge Games en la pantalla de título. Papazian afirma que sugirió el título alternativo "Edgy", pero que Langdell lo rechazó por ser demasiado similar a "Edge". Posteriormente, Edge Games registró "Edgy" como marca comercial. Un portavoz de Edge Games, escribiendo desde la dirección de correo electrónico personal de Tim Langdell y firmando como "Tim Langdell", afirma que su registro fue el resultado de un malentendido "probablemente causado en parte por el inglés imperfecto de David Papazian". Sin embargo, muchos periodistas que hablaron con David Papazian confirmaron que el inglés de Papazian es "absolutamente impecable".
El 18 de junio de 2009, se informó que el juego había sido restaurado a la App Store con su nombre original intacto, aunque informes posteriores indicaron que el juego había sido retirado una vez más en julio de 2009, y Mobigame confirmó que habían retirado voluntariamente el juego mientras consideraban sus opciones. El abogado de Mobigame, hablando con Eurogamer, declaró que "la posición de Mobigame es que las marcas registradas propiedad de Edge Games no son aplicables contra Mobigame o cualquier tercero con respecto a la distribución del juego Edge ", porque "es poco probable que haya confusión o asociación entre ellos y el juego de Mobigame" y esas marcas registradas " pueden ser revocadas". 
Poco después, Edge Games publicó una "carta abierta" en su sitio web en la que afirmaba que varias de las declaraciones del artículo de Eurogamer eran falsas. Los abogados de Mobigame respondieron  que el artículo de Eurogamer es exacto y que la refutación de Edge Games es falsa, y afirmaron que estaban reuniendo pruebas para demostrar que la información que Edge Games afirma, en su refutación, no ocurrió realmente.
El juego finalmente se volvió a poner en la App Store en los mercados de Reino Unido y Estados Unidos el 7 de octubre de 2009, bajo el título Edge by Mobigame. Hablando con Kotaku, Papazian dijo: "Desde el punto de vista legal, (Langdell) no puede reclamar nada en contra de "Edge by Mobigame" y Apple lo sabe, así que esperamos que todo esté bien ahora".
El 26 de noviembre de 2009, Edge by Mobigame fue nuevamente eliminado de la App Store. Un representante de Edge Games no identificado declaró que "Agregar 'by Mobigame' se determinó que no evita la infracción". El 1 de diciembre de 2009, el juego regresó a la App Store con el nombre de Edgy, pero Mobigame pronto lo eliminó por temor a que Langdell usara el precedente legal en su batalla legal contra EA.
En mayo de 2010, el juego volvió a la App store con el nombre "Edge". Mobigame dijo lo siguiente sobre la batalla legal en curso:

"Gracias a nosotros, la palabra "edge" ahora puede existir en la App Store como en cualquier otro mercado, y juegos como Mirror's Edge, Shadow Edge, Killer Edge Racing o Edge by Mobigame pueden vivir en nuestros iDevices".

### Petición de Electronic Arts para la cancelación de marca registrada
Electronic Arts (EA) solicitó a la Oficina de Patentes y Marcas Registradas de Estados Unidos (USPTO) que cancelara una serie de registros asociados con Edge Games y Future Publishing el 11 de septiembre de 2009. EA declaró que había presentado la petición porque Edge Games había amenazado "continuamente" con acciones legales con respecto al título del juego de 2008 de EA, Mirror's Edge, y que las marcas comerciales se habían obtenido mediante fraude o se habían abandonado por falta de uso. Tim Langdell de Edge Games respondió que Edge Games no había amenazado a EA con acciones legales, y que las dos compañías habían estado en charlas amistosas para acordar sobre el uso de EA de la marca "Mirror's Edge" desde finales de 2008. Langdell agregó que el caso de la corte federal de 2008 Edge Games, Inc. v. Velocity Micro, Inc. había dictaminado que Edge no había obtenido ninguna de sus marcas comerciales por fraude, ni las había abandonado por falta de uso.  Antes de presentar su petición, EA abandonó voluntariamente su solicitud de la marca "Mirror's Edge" el 8 de septiembre de 2009. 
Edge Games presentó una demanda por infracción de marca registrada contra EA por la marca "Mirror's Edge" en junio de 2010. Casi un año después, y después de un caso en el tribunal del Reino Unido contra Future, Langdell afirmó que Edge Games presentó la demanda contra EA ante la insistencia de su socio comercial Future Publishing. Edge Games acusó a EA de participar en una infracción deliberada y competencia desleal, y solicitó una indemnización y una orden judicial contra una infracción adicional.  EA respondió con una contrademanda para cancelar las marcas comerciales de Edge Games, y argumentó que Edge Games obtuvo las marcas comerciales basadas en representaciones fraudulentas a la USPTO, incluidas presentaciones manipuladas de portadas de revistas y cajas de juegos. EA agregó que las marcas registradas no se habían utilizado comercialmente en el momento del registro.   El juez denegó la solicitud de Edge Games de una orden judicial en octubre de 2010, afirmando que Edge Games había abandonado el uso de sus marcas, tergiversó su caso ante la USPTO, y no mostró su uso de las marcas registradas para "extenderse legítimamente más allá de trolear las diversas industrias de videojuegos en busca de oportunidades de licencias".
EA y Edge Games llegaron a un acuerdo a principios de octubre, donde Edge Games renunciaría a las marcas comerciales "edge" (registradas dos veces), "cutting edge", "the edge" y "gamer's edge". No se otorgaron daños a EA ni a Edge Games, y cada uno pagaría sus propias cuotas legales. El acuerdo estipuló que ninguna de las partes admitió culpa o delitos y que ninguna de las partes fue declarada culpable de algún delito.   El 10 de octubre de 2010 se informó que el acuerdo había sido aprobada por el juez y se había dictado una orden definitiva.   La USPTO canceló las cinco marcas comerciales "Edge" el 9 de abril de 2013.

### Infracción de Future Publishing
En 2011, se reveló que Future Publishing, el editor de la revista de juegos Edge, había demandado a Langdell en el Reino Unido por incumplimiento de contrato, violación de derechos de autor y suplantación de marca mediante el uso del logotipo de la revista para Edge Games y su representaciones de su conexión con la revista. Future había licenciado la marca comercial de Langdell para el uso de la palabra "Edge" en revistas  en 1993, cuando lanzó la revista. El editor compró la parte relevante de la marca comercial de Langdell directamente en 2005. En los años intermedios, afirmó Future, Langdell se había apropiado del logotipo de la revista y afirmó haber estado involucrado en la creación o publicación de la revista. La acción tuvo éxito en todos los reclamos, en una decisión que describió la propia evidencia de Langdell como "invención", "inverosímil", "totalmente no convincente" e "inventada".
Durante el juicio, Langdell afirmó que inventó el logotipo de Edge en 1991, antes del lanzamiento de la revista en 1993, y presentó un disquete de 1991 que contenía un archivo con el logotipo. Sin embargo, el perito de Future descubrió que el contenido del disco se creó con Windows 95. El juez resumió: "El Dr. Langdell preparó el disco 1 en apoyo de su afirmación de que había inventado el logotipo de EDGE en 1991. Cuando esto fue expuesto por el perito del reclamante, elaboró una compleja explicación y creó el disco 3, habiendo aprendido del Informe cómo evitar los errores que cometió la primera vez ".
En dos extensas misivas enviadas a publicaciones de juegos en línea, Langdell indicó que había presentado una apelación, culpando de sus acciones a Future y la responsabilidad de su pérdida a un juez "crédulo"  que había cometido "casi 100 errores de hecho y derecho ". Future, a su vez, indicó que no se le había notificado ningún procedimiento nuevo, pero que había recibido permiso para proseguir con los procedimientos por desacato al tribunal en contra de Langdell.
Finalmente, a Edge Games se le negó el permiso para apelar. Posteriormente, la empresa solicitó que se le asignaran las marcas comerciales de Future en el Reino Unido, y Langdell firmó en nombre de Future Publishing y Edge Games. Esta solicitud fue rechazada.

### Otros
En 2001, Edge Games buscó la revocación de la marca de Namco en el Reino Unido "Soul Edge" (para el juego de arcade Soul Edge) por razones que incluyen una supuesta similitud entre las marcas "Edge" y "Soul Edge". La oposición fracasó completamente. Sin embargo, Namco ya había decidido usar el nombre Soul Blade para la versión de PlayStation en los Estados Unidos y Europa para evitar posibles complicaciones, y el nombre Soulcalibur se usó en todas las secuelas por el mismo motivo.
En marzo de 2009, Cybernet Systems Corporation presentó una demanda en un tribunal federal contra Edge. En la demanda, Cybernet afirma que Tim Langdell se puso en contacto con ellos a partir de enero de 2009 y afirmó que era propietario del término "Edge". La demanda también alega que Langdell afirmó su derecho a tener la marca registrada del juego "Edge of Extinction" de Cybernet asignada a Edge Games, y su derecho adicional a requerir que Cybernet participe en un contrato de licencia paga con él debido al uso del nombre. Cybernet se negó, y cuando Langdell amenazó con una demanda, Cybernet presentó una demanda contra Edge. "Edge of Extinction" se lanzó en 2001 y ya no es un juego activo.
A partir del 1 de junio de 2009, Edge Games solicitó una marca comercial estadounidense para la frase "Edge of Twilight". Este es el nombre de un próximo juego de fantasía steampunk   que Fuzzyeyes Studios ha estado desarrollando durante al menos dos años.
Además, Edge Games ha sido un demandante en juicios con New World Computing por su título Planet's Edge, Marvel Entertainment por sus títulos Cutting Edge, Double Edge y Over the Edge, Sony Entertainment por su PlayStation Edge, Edge Tech Corporation sobre su hardware "The Edge", y la comunidad en línea de EdgeGamers. El sitio web de Edge Games también afirma que los cómics de Marvel antes mencionados, la película The Edge y la revista de juegos Edge, entre otras propiedades, se lanzaron bajo licencia de Edge Games, aunque no está claro qué implicación, si es que hay alguna, de Edge Games o Langdell. tenía en estos productos.
En 2014, Edge Games inició un caso de marca registrada contra la compañía de periféricos para juegos Razer Inc., con respecto a sus tabletas para juegos Razer Edge. Edge Games presentó una solicitud para "SL8" en tabletas en 2012, número de serie 85704825, lo que indica que vendería tabletas con Windows 8 en algún momento. La solicitud fue finalmente denegada, mientras que los intentos posteriores de Langdell de registrar hardware bajo el nombre de "Edge PC" han sido suspendidos.[cita requerida]
En julio de 2009, los miembros de la International Game Developers Association (IGDA) comenzaron a circular una petición en la que pedían una reunión especial de los miembros para votar sobre la destitución de Langdell de la junta directiva de esa organización citando, entre otras cosas, su uso de su posición en el IGDA para "trabajar directamente en contra de la misión de la organización". A fines de agosto, la IGDA anunció que el 3 de octubre se llevaría a cabo una reunión especial de los miembros, cuyo único propósito era votar si Langdell debería ser destituido, y el 31 de agosto de 2009, Langdell renunció de la junta de IGDA. Langdell había formado parte de la junta desde marzo de 2009.  En un comunicado, Langdell dijo que renunció "con los mejores intereses de la IGDA en e corazón". Dijo que confiaba en que si se formaba un cuórum la votación iría a su favor, pero temía que no se lograra el cuórum y que la "minoría vocal" no aceptaría el resultado y seguiría causando más trastornos en la IGDA.  El 13 de octubre de 2010, su membresía en IGDA fue cancelada debido a su "...falta de integridad o comportamiento poco ético, según lo determinado por la Junta Directiva".